# Wang Yirong
Wang Yirong (1845 – 14 août 1900) (chinois traditionnel : 王懿榮 ; chinois simplifié : 王懿荣) est un homme politique et savant chinois qui est connu par sa découverte de l'écriture ossécaille en 1899. 

## Biographie
Né dans le comté de Fushan (chinois traditionnel : 福山縣; chinois simplifié : 福山县, aujourd'hui le district de Fushan à Yantai) dans la province de Shandong, Wang Yirong fut élevé dans une famille bureaucratique. En 1880, il réussit aux examens impériaux et devint Jìnshì. Pendant les années suivantes il fut officier de l'Académie Hanlin. À partir du 1895, il occupa trois fois le poste de Jìjiǔ du Guozijian (chinois traditionnel : 國子監祭酒 ; chinois simplifié : 国子监祭酒). Pendant la révolte des Boxers en 1900, il lui fut demandé d'organiser des soldats pour la défense de Pékin contre l'Alliance des huit nations, et il se suicida le 14 août, après la prise de la ville par l'Alliance.

## Découverte de l'écriture ossécaille
En 1899, Wang Yirong eut la malaria et fit acheter des médicaments chinois à Pékin. À l'époque, des ossements d'animaux, dit « os de dragon », étaient utilisés en Chine contre cette maladie. Wang Yirong s'aperçut que certains ossements portaient des caractères gravés. Ayant de bonnes connaissances en philologie, il se rendit compte que c'était l'écriture de la dynastie Shang (~XVIe siècle au ~XIe siècle avant notre ère). Cette écriture ossécaille porta plus tard le nom "Jiaguwen" (甲骨文) ; elle reste de nos jours la plus ancienne forme d'écriture chinoise connue.